# Drago Štoka
Drago Štoka, odvetnik, politik, publicist, kulturni delavec, * 16. avgust 1937, Kontovel pri Trstu.

## Življenje in delo
Drago Štoka se je rodil na Kontovelu, oče je bil Jernej, pristaniški delavec, mati Lucija (rojena Španger), gospodinja. Osnovno šolo je obiskoval na Proseku, pripravnico pri šolskih sestrah v Tomaju, nižjo gimnazijo v Gorici (tri leta je živel v Alojzijevišču), nato se je vpisal na višjo gimnazijo in maturiral na slovenskem klasičnem liceju v Trstu leta 1955. Vpisal se je na Univerzo v Ljubljani na slavistiko, a ker ni dobil štipendije, se je nato vpisal na Univerzo v Trstu kjer je doštudiral pravo in diplomiral leta 1967. Odvetniški pripravnik je bil pri odvetniku Jožetu Skerku, odkar je opravil prokuratorski izpit leta 1971 je odprl svojo odvetniško pisarno v Trstu. Bil je med ustanovitelji društva Pravnik v Trstu, nekaj časa tudi njegov predsednik in tajnik. Živi na Opčinah.
Drago Štoka se je že kot dijak vključil v kulturno delovanje, saj je bil prvi predsednik Slovenskega kulturnega kluba leta 1956, kjer so se po zamisli prof. Jožeta Peterlina zbirali dijaki in študenti na razna predavanja, kulturne pobude, izlete in letovanja. Istočasno je sodeloval pri Radijskem odru kot igralec, med leti 1958 in 1962 je bil tudi predsednik radijske skupine, igral je tudi za Slovenski oder v okviru Slovenske prosvete in nastopal na prostem na Repentabru in v Števerjanu ter po raznih tržaških, goriških in koroških dvoranah. Sodeloval je tudi z Društvom slovenskih izobražencev in večkrat je tudi predaval na Študijskih dnevih Draga.
Štoka je izredno ploden publicist, saj je pisal že v dijaških letih za razne medije, sodeloval je z Radiem Trst A, pisal najprej v Pastirček in Literarne vaje, nato v Demokracijo, Katoliški glas, Novi list, Koledar Goriške Mohorjeve družbe, Skupnost, Regione Cronache in drugam. Leta 1957 je bil med ustanovitelji in tesnimi sodelavci revije Mladika in bil v uredniškem odboru do leta 1984 (nekaj časa jeseni 1966 tudi kot odgovorni urednik). Bil je med ustanovitelji revije Most leta 1964 in odgovorni urednik do leta 1968.
Na političnem področju je bil Drago Štoka najprej član Slovenske katoliške skupnosti (leta 1968 se je preimenovala v Slovensko ljudsko gibanje). Od leta 1968 je bil v skupnem koordinacijskem odboru dveh političnih strank Slovenske skupnosti (Trst) in Slovenske demokratske zveze (Gorica), ki sta skupno nastopali na volitvah za Deželni svet Furlanije Julijske krajine z listo poimenovano Slovenska skupnost - SSk. Na prvem občnem zboru SSk v Trstu 13. junija 1965 je bil izvoljen za referenta za pravno-upravne zadeve in je ostal član tržaškega pokrajinskega sveta SSk do leta 1989. Na prvem deželnem kongresu SSk 24. maja 1975 v Devinu je bil izvoljen za deželnega tajnika stranke, kar je opravljal mnogo let. Štoka je bil za štiri zaporedne mandate izvoljen v Deželni svet Furlanije Julijske krajine (1968 - 1988), nato ni več kandidiral. V deželnem svetu je bil član vseh stalnih svetovalskih komisij, bil je zelo dejaven in je vložil ogromno zakonskih predlogov in popravkov, vse v prid slovenski manjšini. Marsikateri njegov predlog je tudi obveljal in drži še danes. Med najpomembnejšimi dosežki: leta 1969 je dosegel izglasovanje vsedržavnega zakona na deželno pobudo o kazenski zaščiti manjšin; leta 1970 – izglasovanje zakona za uvedbo narodnega imena »Slovenci« v deželno zakonodajo, tako da je bil odpravljen dotedanji izraz »skupnosti, nositeljice posebnih interesov«; leta 1977 – zakon v podporo dvojezičnemu poslovanju slovenskih šol in šolskih organov. Udeleževal se je zasedanj mednarodnih manjšinskih organizacij FUEN - Federal Union of European Nationalities in EFA - European Free Aliance ter Sveta Evrope. Leta 2015 mu je vodstvo stranke SSk podelilo plaketo, na kateri je vgravirano: Slovenska skupnost izreka priznanje in zahvalo za nesebično in požrtvovalno štiridesetletno delo v korist narodnostnim pravicam Slovencev v Italiji.
Med leti 1996 in 2002 je bil Drago Štoka predsednik Glasbene matice v Trstu, istočasno pa je interese Slovencev uveljavljal kot redni član deželne posvetovalne komisije za slovensko narodno skupnost v Furlaniji - Julijski krajini in kot član vladnega manjšinskega omizja v Rimu. Med leti 2005 in 2015 je bil za tri mandatne dobe deželni predsednik Sveta slovenskih organizacij - SSO, krovne organizacije Slovencev v Italiji.
Drago Štoka je tudi napisal kar nekaj knjig, v katerih opisuje takó življenje Slovencev v Italiji, kot svoje spomine na dogodke, ki so močno zaznamovali tisti prostor.
- Andrej Zink : dekan in župnik na Opčinah (1996)[13]
- Po prehojeni poti : spominske črtice (1999)[14]
- Jože Peterlin v mojem spominu (2001)[15]
- V političnem vrtincu (2004)[16]
- Začeti znova : črtice (2006)[17]
- Iztrgani spomini (2014)[18]
- Koroška v mojem srcu (2016)[19][20]
- Po stezicah in brezpotjih (2017)[21]
- Moj svet med Krasom in morjem (2019)[22][23]
- Incontrarsi in Russia (2022)[24][25]
- Za pravico in skupnost : poslanstvo društva Pravnik v Trstu (2023)[26]
- Dobro jutro, starost (2024)[27][28]
- V osrčju civilne družbe (2025)[29]

Leta 2016 je prejel od tedanjega predsednika Republike Slovenije Boruta Pahorja odlikovanje Medalja za zasluge, za neomajno prizadevnost pri delu v dobrobit zamejskih Slovencev v Italiji ter za krepitev njihove narodne in jezikovne zavesti.
Leta 2016 je prejel Pučnikovo plaketo za prispevek k razvoju demokracije v Sloveniji.
Leta 2024 je prejel plaketo dr. Danila Majarona, ki jo na Dnevu slovenskih odvetnikov podeljuje Odvetniška zbornica Slovenije.